# Pierre-Louis Rivière
Pour les articles homonymes, voir Rivière (homonymie).
Pierre-Louis Rivière est un acteur, dramaturge, metteur en scène et romancier français né en 1951 à Paris. Il poursuit l'essentiel de son travail théâtral au sein du Théâtre Vollard de La Réunion. Il a été musicien dans le collectif musical Tropicadéro. Il participe depuis 2013 à la revue littéraire Kanyar.

## Œuvres

### Pièces de théâtre
- 1987 : Garson
- 1992 : Carousel
- 1996 : Émeutes

### Nouvelles
- 2013 : Double salto arrière, Kanyar, n°1
- 2014 : Novela, Kanyar, n°2

### Romans
- 2002 : Notes des derniers jours, Éditions Orphie
- 2014 : Le Vaste Monde, Éditions Orphie
- 2015 : Clermance Kilo, voyante extralucide, Éditions Poisson Rouge.oi
- 2016 : Todo mundo, Éditions Orphie
- 2020 : Vertige, Éditions Poisson Rouge
- 2023 : Ligne Paradis, Éditions Orphie

## Distinctions
- 2000 : prix de l’océan Indien pour Notes des derniers jours
- 2002 : prix du Salon du livre insulaire d'Ouessant pour Notes des derniers jours[2]
- 2021 : prix Flamboyant, Leclerc, pour Vertige